# オーベルステンフェルト
オーベルステンフェルト (ドイツ語: Oberstenfeld, ドイツ語発音: [ˈoːbɐstn̩fɛlt]) は、ドイツ連邦共和国バーデン＝ヴュルテンベルク州ルートヴィヒスブルク郡に属す町村（以下、本項では便宜上「町」と記述する）である。シュトゥットガルトの北 40 km にあたる。この町はシュトゥットガルト地域（1992年まではミットレラー・ネッカー地域）およびシュトゥットガルト大都市圏周縁地域に位置する。

## 地理

### 位置
オーベルステンフェルトは、ルートヴィヒスブルク郡北東部のボットヴァールタール上流域に位置し、自然地域区分のシュヴェービッシュ＝フレンキシェ・ヴァルトベルゲおよびネッカー盆地の一部を含む。北と東はレーベンシュタイナー山地に接し、西はブドウ畑に覆われたフォルストベルクやヴンネンシュタインといった高台がそびえている。プレーフォルスト小地区は、レーベンシュタイナー山地の森の中にある飛び地で、ハイルブロン郡およびレムス＝ムル郡の4つの市町村に囲まれている。

### 隣接する市町村
オーベルステンフェルトは、北はバイルシュタイン、東はシュピーゲルベルク、南東はアスパハ、南西はグロースボットヴァールと境を接している。

### 自治体の構成
オーベルステンフェルトは、3つの小地区（居住区）からなる。グローナウ（居住区 II）、プレーフォルスト（居住区 III）、オーベルステンフェルト（居住区 I）である。公式な名称は、町名の後ろにハイフンをつけて小地区名を綴る。3つの小地区 (Ortsteil) はそれぞれが、バーデン＝ヴュルテンベルク州自治体法が定める居住区 (Wohnbezirk) を形成しており、グローナウとプレーフォルストは両小地区を併せて、バーデン＝ヴュルテンベルク州自治体法が定める地区 (Ortschaft) を形成しており、地区議会 (Ortschaftsrat) と、議長として地区長 (Ortsvorsteher) を有している。グローナウとプレーフォルストは、1971年12月31日まで独立した町村グローナウを形成していた。グローナウ小地区にはグローナウ村が属している。プレーフォルスト小地区にはプレーフォルスト小集落が属す。オーベルステンフェルト小地区には、オーベルステンフェルト村、リヒテンベルク城とその集落、ノイヴィルとハウス住宅地および離れた小地区グラスハウゼン、クラッツハイム、シュマレネック、ツーム・ハークが属す。
グローナウは、オーベルステンフェルトの北東に接して位置している。一方、プレーフォルストはオーベルステンフェルトから北東に約 5 km 離れたレーベンシュタイナー山地内にある。プレーフォルストは町域の他の部分から分離されており、ハイルブロンとレムス＝ムル郡との間の飛び地となっている。その海抜 483 m の地点はルートヴィヒスブルク郡の最高地点である。

### 土地利用
| 土地用途別面積     | 面積 (km2) | 占有率 |
| ------------------ | ---------- | ------ |
| 住宅地および空き地 | 1.33       | 6.3 %  |
| 産業用地           | 0.36       | 1.7 %  |
| レジャー用地       | 0.14       | 0.7 %  |
| 交通用地           | 1.33       | 6.3 %  |
| 農業用地           | 8.79       | 41.6 % |
| 森林               | 8.65       | 41.0 % |
| 水域               | 0.15       | 0.7 %  |
| その他の用地       | 0.35       | 1.7 %  |
| 合計               | 21.10      |        |

州統計局の2018年12月31日現在のデータによる。

## 歴史

### オーベルステンフェルトの歴史
オーベルステンフェルトは、7世紀または8世紀に成立した。それ以前から存在してたボーテブロン（現在のグロースボットヴァール）では定住がなされていた。1357年にヴュルテンベルク伯が守護権を獲得した。しかし、1540年に宗教改革を受け容れた修道院が1803年まで一部の帝国直轄権を護っており、この後にヴュルテンベルクが統合を果たした。

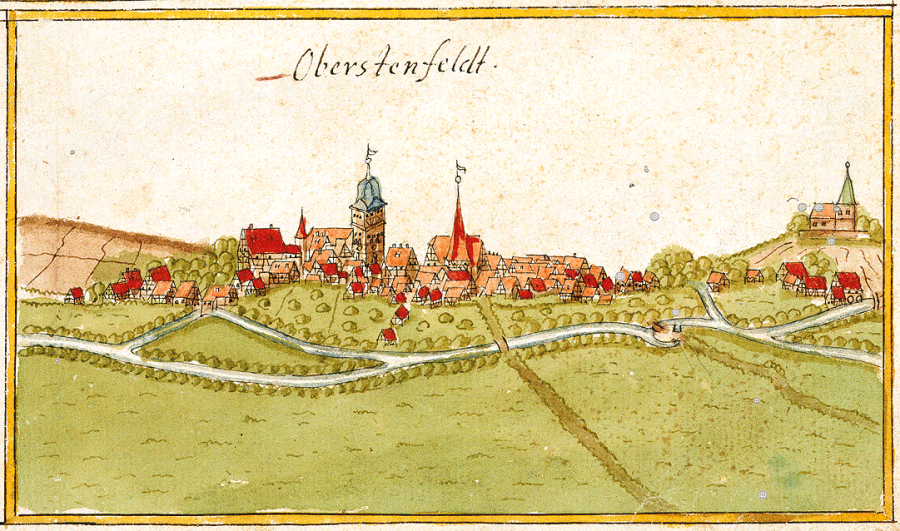
1686年頃に描かれたオーベルステンフェルトの絵図

三十年戦争でこの集落は、周囲のあらゆる村と同様に、甚大な被害を受けた。1693年夏、プファルツ継承戦争でオーベルステンフェルトは、隣接するバイルシュタインと同じようにフランス軍によって焼き討ちされ、町役場を含む村の 1/3 が焼失した。
新たに建国されたヴュルテンベルク王国の新しい行政組織により、オーベルステンフェルトは1807年にオーバーアムト・マールバッハに編入された。1832年、この村には約1,200人が住んでいた。工業化が始まって当初は、工業系企業の進出がなかったため、ほとんど発展は見られなかった。ボットヴァールタール鉄道の建設により、1900年頃に重要な経済的契機を得たが、第二次世界大戦後になるまで、その発展は微々たるものであった。ナチ時代のヴュルテンベルクの行政改革により、オーベルステンフェルトは1938年にルートヴィヒスブルク郡に属した。
1945年にこの街はアメリカ管理地区の一部となり、新設されたヴュルテンベルク＝バーデン州に属した。この州から1952年にバーデン＝ヴュルテンベルク州が発足した。1953年のオーベルステンフェルトの人口は1,780人であった。住宅地や工業用地の土地利用指定が、工業系企業や住民の定住をもたらした。ゲトラグの工場やヴェルツァリート社が最も重要な工業系企業に数えられる。このほかに地域の手工業から工業系企業に成長した例もある。1968年に人口は約3,000人となった。1970年代以降何度も行われた再開発により、街の中心部は現在の姿となった。1972年にグローナウとプレーフォルストが合併し、町の人口は7,000人を超えた。

### その他の地区の歴史
プレーフォルスト地区およびリヒテンベルク城も、1357年にリヒテンベルク領主家からヴュルテンベルク伯領となった。グローナウは、その数年前の1350年にすでにバーデン辺境伯が獲得していた。プレーフォルストはその後グローナウに属した。
この3つの村はいずれも、1810年からオーバーアムト・マールバッハに属した。1938年にオーベルステンフェルトはルートヴィヒスブルク郡に、プレーフォルストを含むグローナウはハイルブロン郡に属すこととなった。しかし、プレーフォルストを含むグローナウは、郡所属の変更により、1972年1月1日にオーベルステンフェルトに合併した。
プレーフォルストは、ユスティヌス・ケルナーが「プレーフォルストの霊視者」と記述した女性フリーデリケ・ハウフェ（旧姓ヴァナー、1801年 - 1829年）で知られている。

## 住民

### 宗教
1534年にウルリヒ公に命じられた宗教改革以降、オーベルステンフェルトの町には福音主義が根付いている。町にはそれぞれ教会堂を持つ教会が3つある。キリアクス教会はグローナウに、洗礼者聖ヨハネ修道院教会はオーベルステンフェルトに、1905年に初めて設けられた福音主義教会がプレーフォルストにある。これら3つの教会は、福音主義ヴュルテンベルク地方教会のマールバッハ教会管区に属している。
第二次世界大戦後、カトリック教会も設立され、1962年に聖ヘルツ・イェズ教会が建設された。この教会はロッテンブルク＝シュトゥットガルト司教区ルートヴィヒスブルク主任司祭区のボットヴァールタール司牧会に属している。
この他にオーベルステンフェルトに新使徒教会とモスクがある。

### 人口推移
以下に示す人口は、各時点の町域における数値である。数値は人口調査結果 (*) またはバーデン＝ヴュルテンベルク州統計局の公的な研究結果で、この町を主たる居住地とする人口である。
| 時期           | 人口（人） |
| -------------- | ---------- |
| 1871年12月1日* | 2,101      |
| 1880年12月1日* | 2,212      |
| 1890年12月1日* | 2,097      |
| 1900年12月1日* | 2,043      |
| 1910年12月1日* | 2,027      |
| 1925年6月16日* | 2,071      |
| 1933年6月16日* | 2,091      |
| 1939年5月17日* | 2,110      |
| 1950年9月13日* | 2,834      |

| 時期            | 人口（人） |
| --------------- | ---------- |
| 1961年6月6日*   | 3,175      |
| 1970年5月27日*  | 4,835      |
| 1980年12月31日* | 6,814      |
| 1987年5月25日*  | 7235       |
| 1990年12月31日* | 7666       |
| 1995年12月31日* | 8044       |
| 2000年12月31日* | 7933       |
| 2005年12月31日* | 8049       |
| 2010年12月31日* | 7897       |
| 2015年12月31日* | 7928       |

## 行政

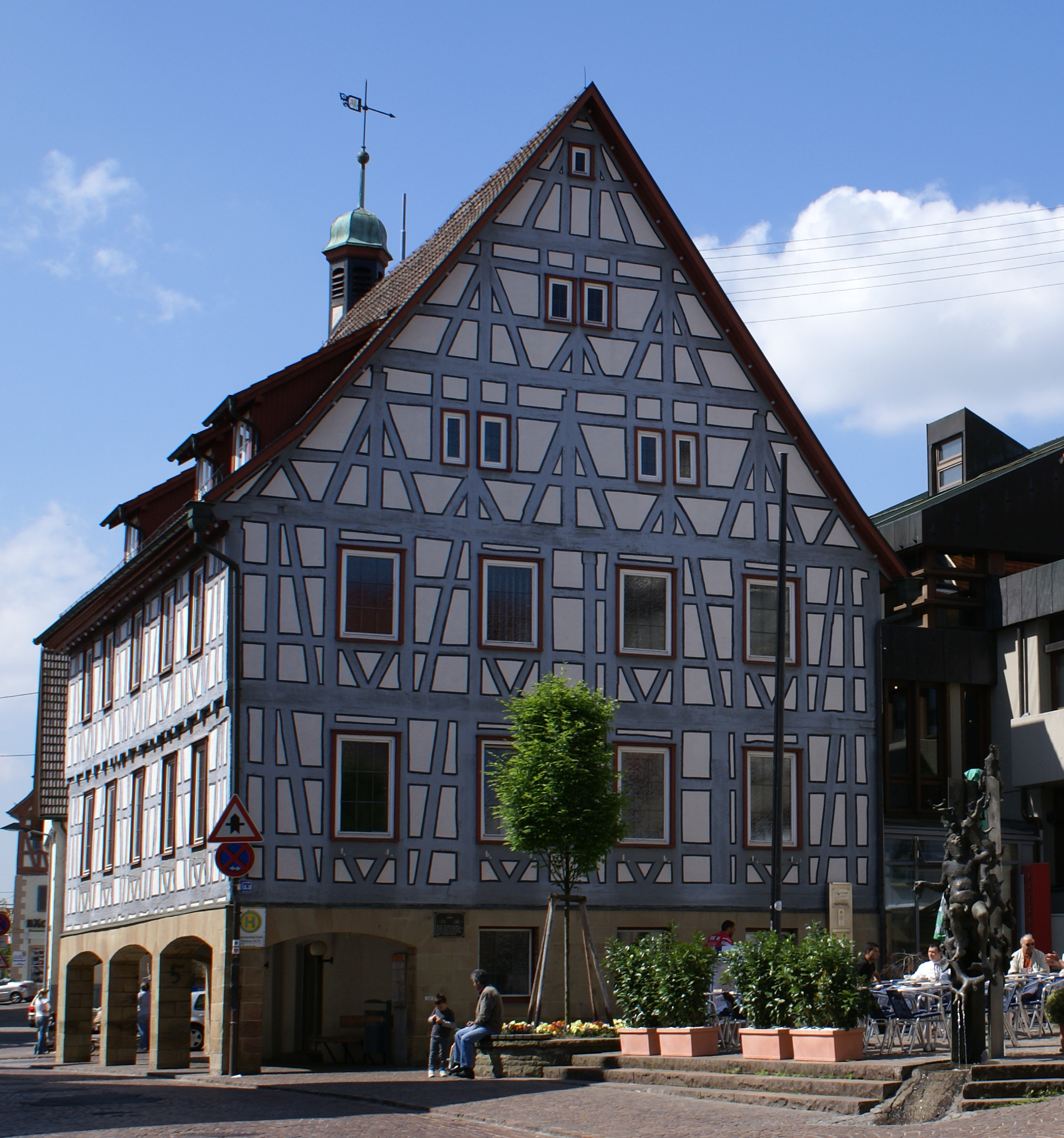
オーベルステンフェルト

### 議会
オーベルステンフェルトでは、町議会は「ウンエヒテ・タイルオルツヴァール」と呼ばれる選挙方法で選出される。この方法では、超過議席の数は変動する。2019年5月26日の選挙後の議席数は19議席（この改選以前は18議席）である。町議会は、選出された名誉職の町議会議員と、議長としての町長で構成されている。町長は町議会で投票権を有する。

### 首長
2015年5月、マルクス・クレーマンが2回目の投票で町長に選出された。彼は、24年間町長を務めたラインハルト・ロスナーの後継者となった。ロスナーの前任者は、マンフレート・レプレで、38年間町長職にあった。

### 紋章と旗
紋章の図柄: 銀地。緑の大地をさっそうと歩む銀の縁取りの黒い馬。馬には、赤い羽根飾りをつけ、銀の刀をもった黒い装束の騎士（司令官 = Oberst）がまたがっている。この紋章は、1681年から印章に用いられている。これは町の名前に由来する紋章である。
町の旗の色は、緑 - 白で、1935年以前から用いられている。

### 姉妹自治体
- ヴェルビカーロ（イタリア、カラブリア州）2005年[9]
  - オーベルステンフェルトのイタリア系住民の多くが、人口 3,000人ほどのこの小都市をルーツとしている。町の入り口に、この姉妹自治体関係を示す標識が立っている。

## 文化と見所
オーベルステンフェルトは、多くの名所を結ぶヴュルテンベルク・ワイン街道沿いに位置している。

### 建築

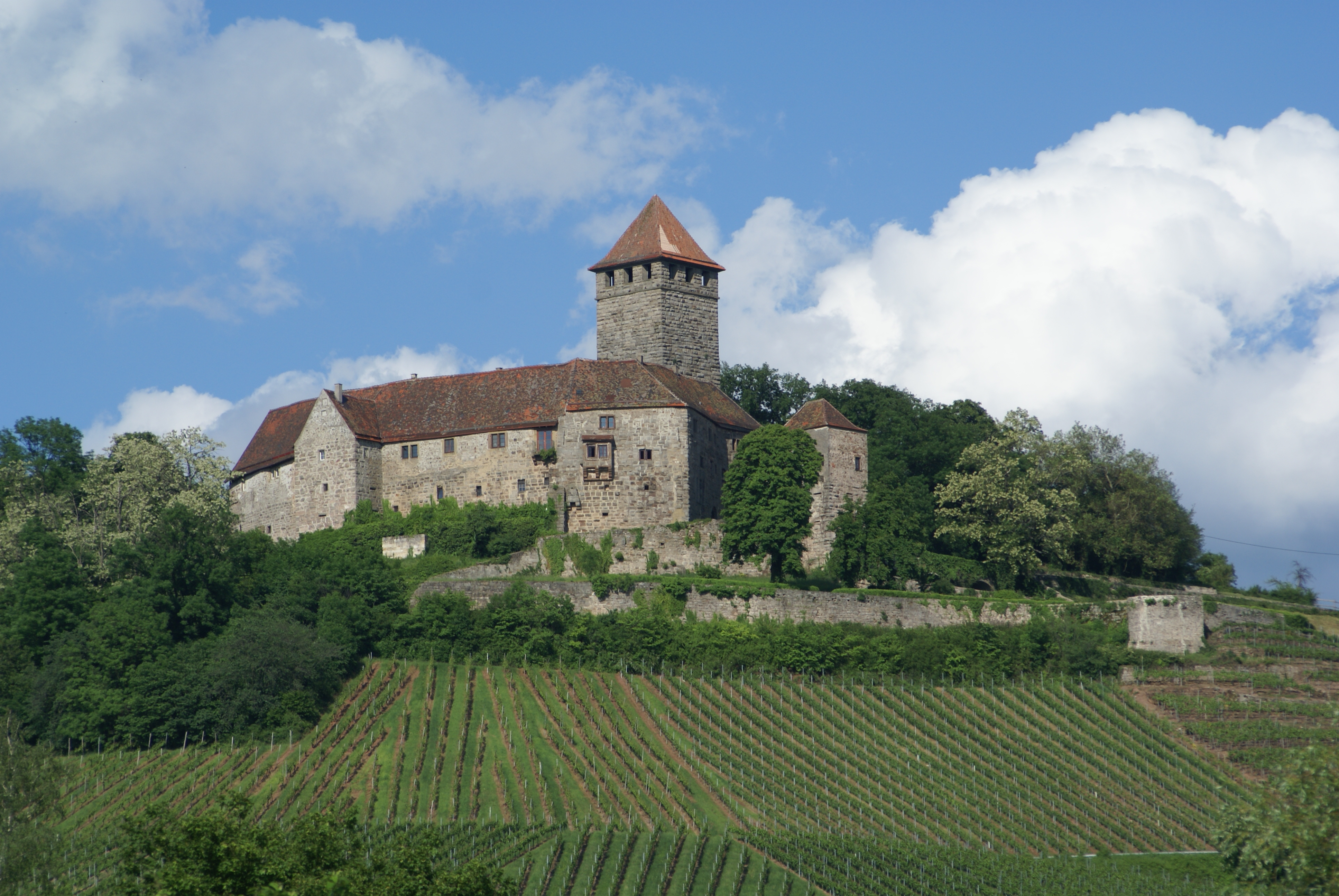
リヒテンベルク城

リヒテンベルク城は、牧歌的なブドウ畑の山の上からオーベルステンフェルトを俯瞰している。
町の中心から約 1 km 北の尾根に建つ内陣塔を持つロマネスク様式のペータース教会は、現存しない先行教会の遺構である。この教会は11世紀半ばに建設された。13世紀に内陣のヴォールトが設けられ、フレスコが描かれて完成した。フレスコの一部は現在も遺っている。この教会はほとんど忘れ去られ、長らく使われなかった。1973年から1976年に修復され、福音主義の礼拝に利用されており、時にはカトリックの礼拝にも用いられる。
この町の2番目に古い教会であるキリアクス教会はグローナウ小地区にある。内陣塔は13世紀から14世紀に建設された。1599年に増改築がなされた。内部には美しい説教壇がある。

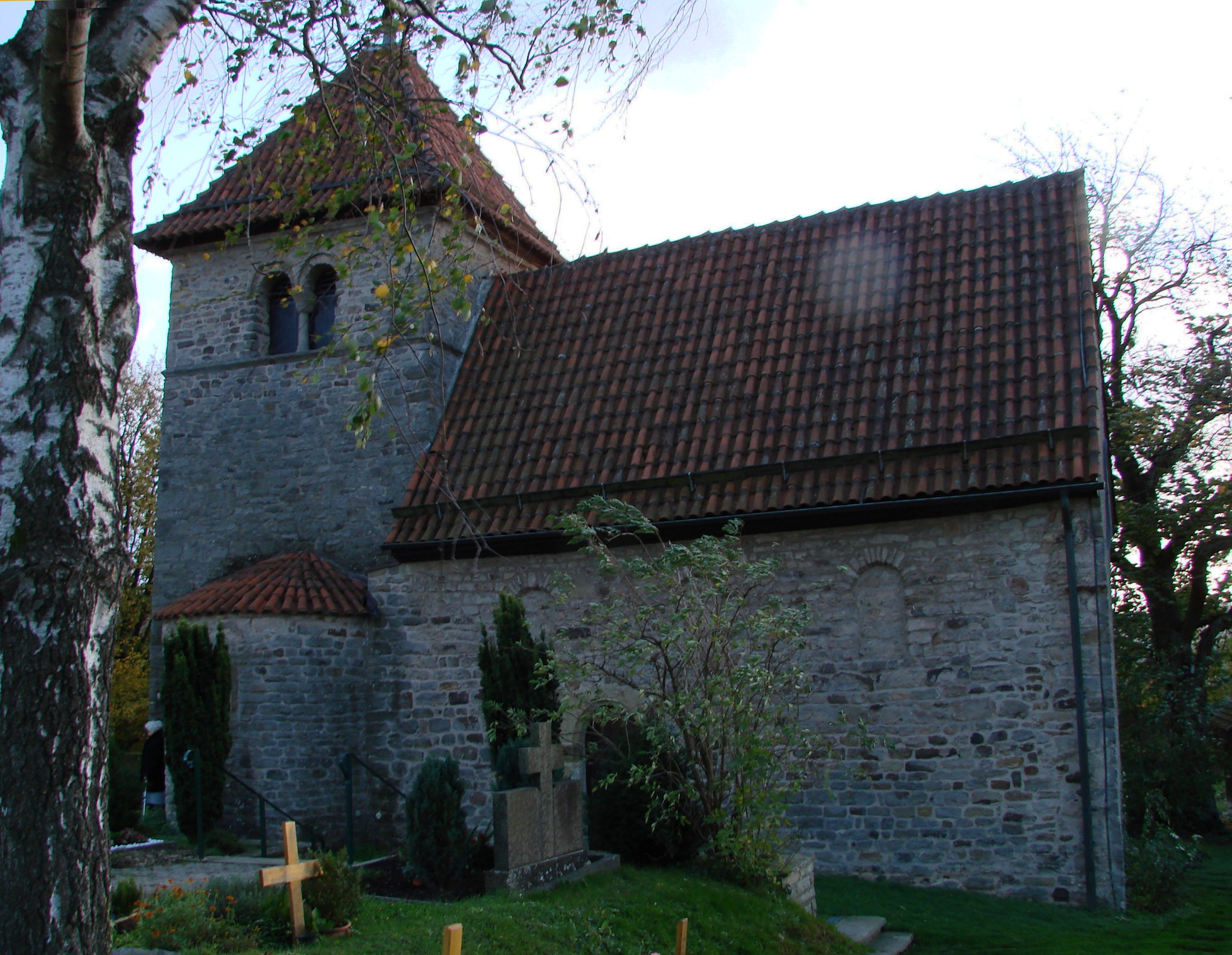
ペータース教会
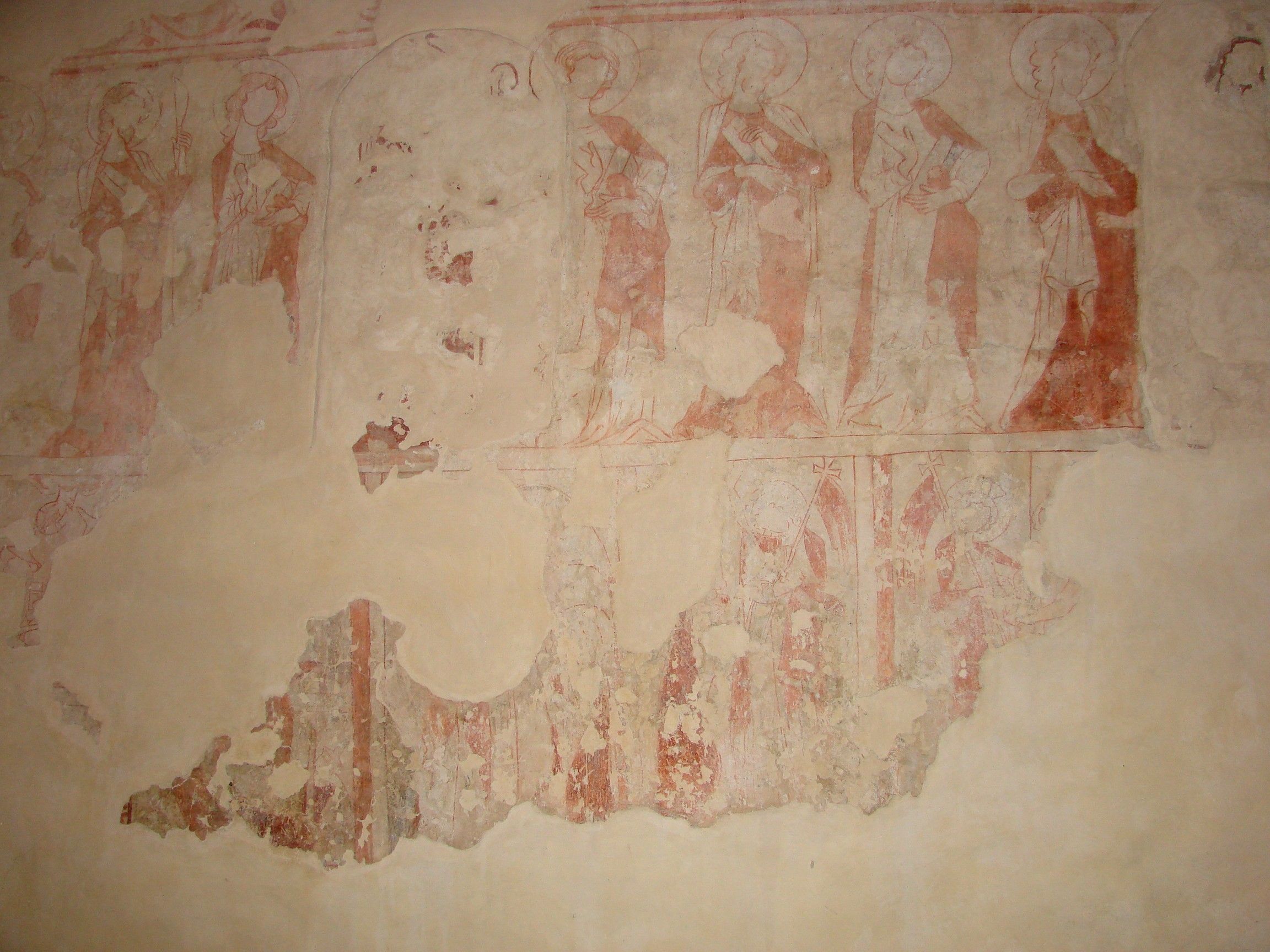
ペータース教会のフレスコ
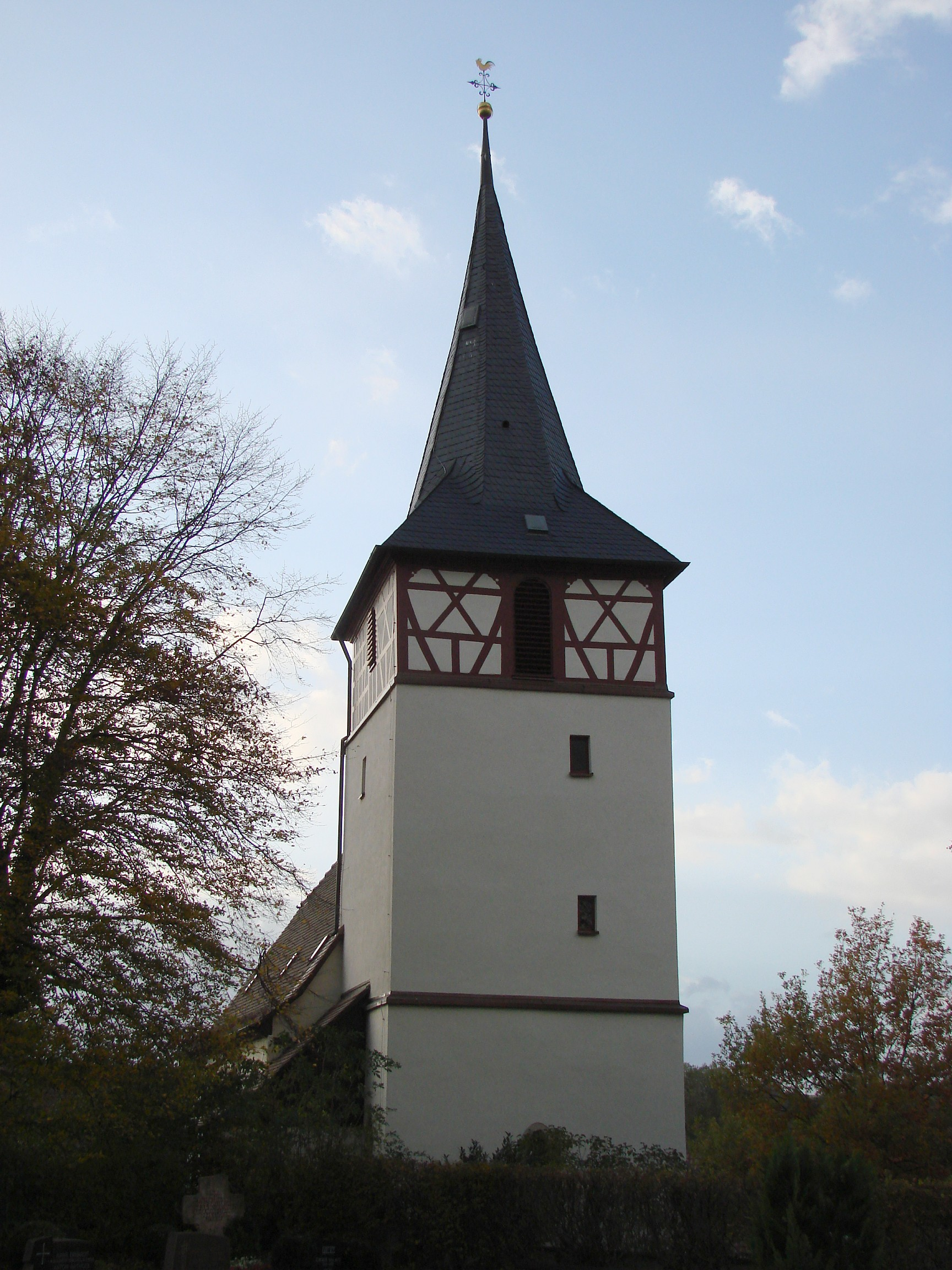
グローナウののキリアクス教会

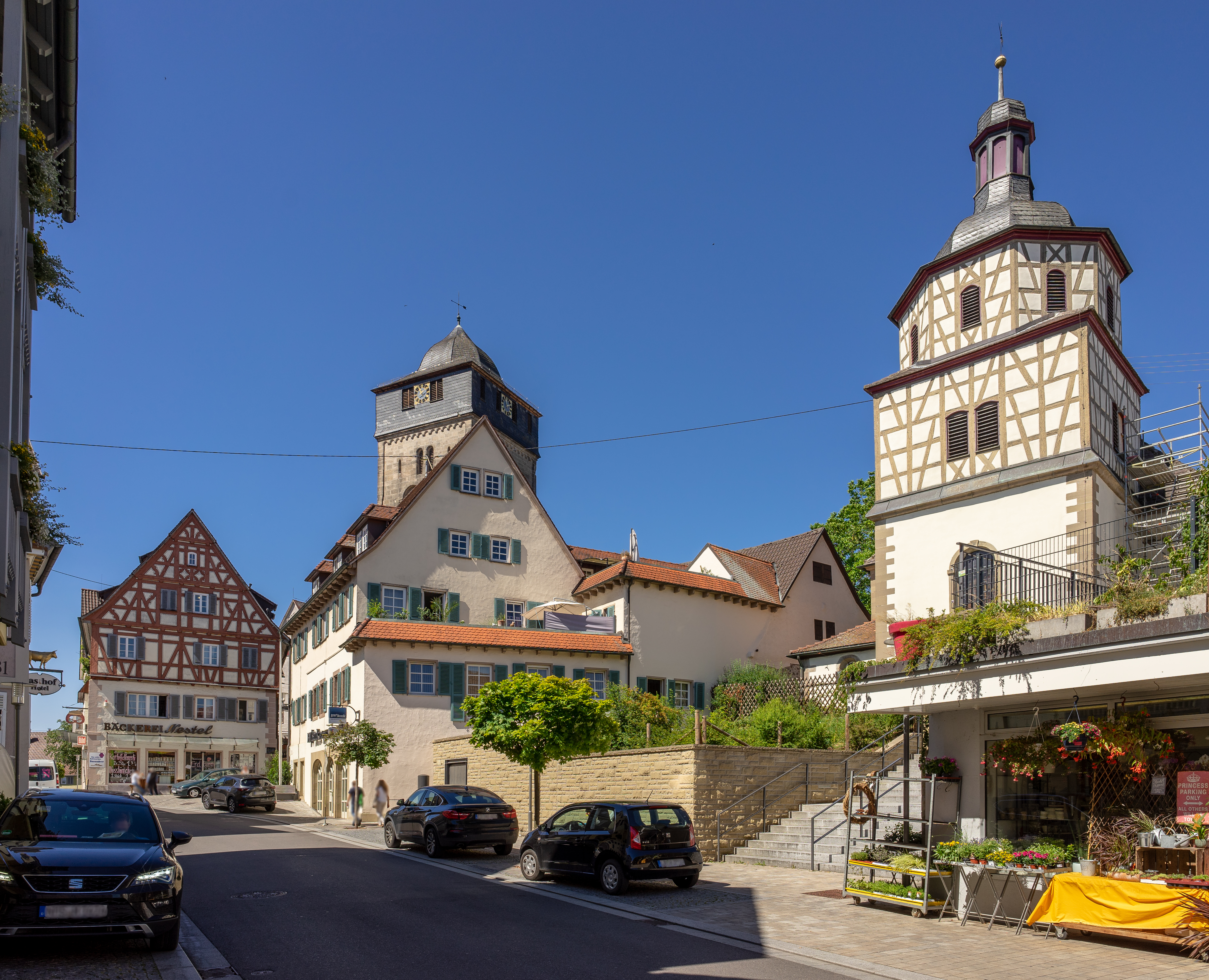
オーベルステンフェルトの中心部。右端が「村の教会」。中央奥に洗礼者聖ヨハネ教会の塔が見える。

町の中心部にあるプロテスタントの教区教会である洗礼者聖ヨハネ教会は、この地方で最も重要なロマネスク教会の1つである。本堂は1220年頃、内陣塔は1230年頃に建設された。この教会は5月から10月の日曜日の11時から13時まで開放されている。有料のツアーが用意されている。すぐ近くのドルフキルヒェ（村の教会）は9世紀にガルス礼拝堂として建設された。その後、隣に建つ貴族信者のための教区教会に対して、町人の祈祷所となった。1693年に酷く損傷したため、1738年に新たに建設された。北の入り口は、石造の町の紋章が掲げられているが、騎乗した司令官と軍旗も描かれている。
オーベルステンフェルトの最も新しい教会がプレーフォルストの福音主義教会で、1905年にネオゴシック様式で建設された。

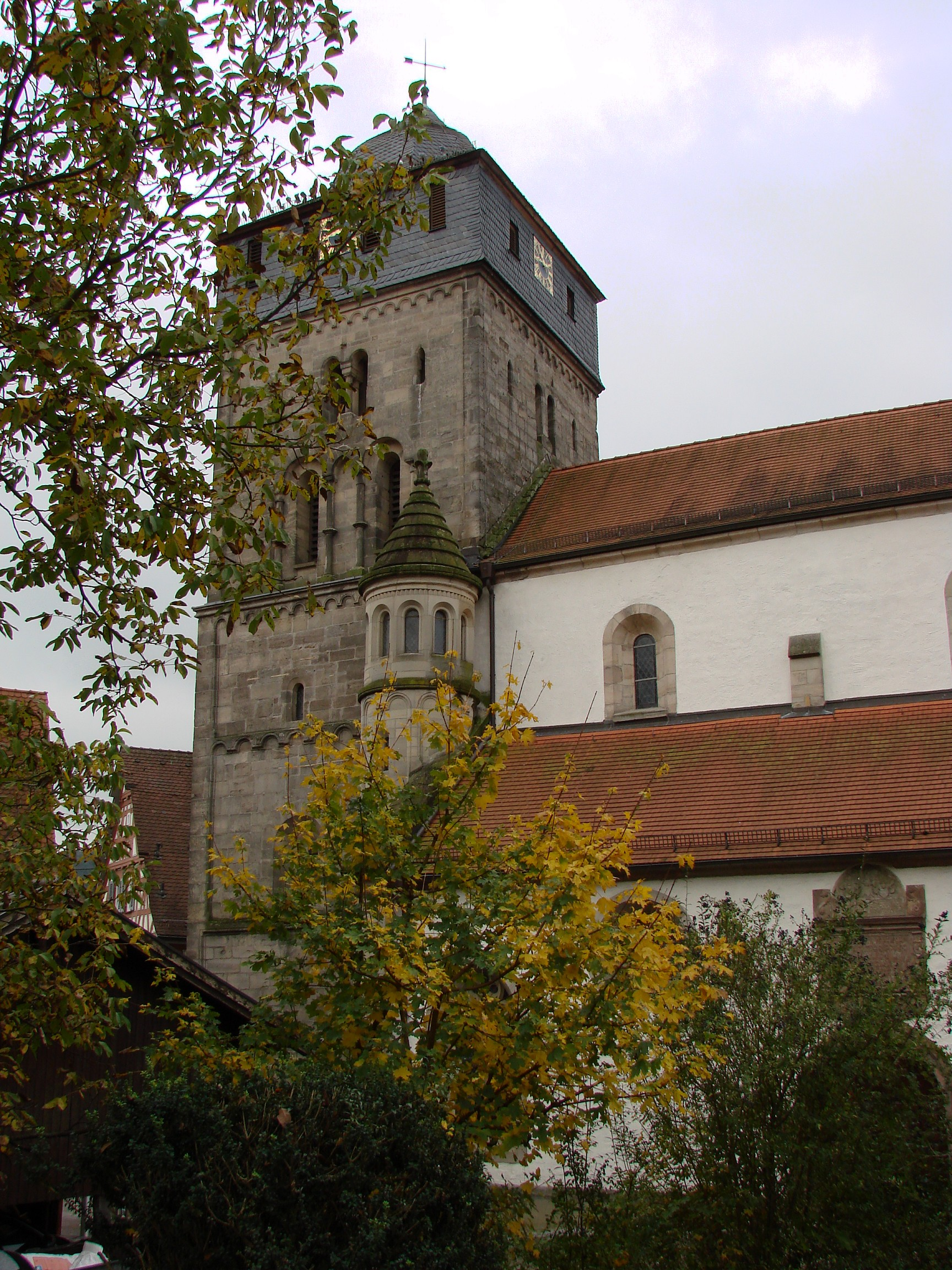
洗礼者聖ヨハネ教会の内陣塔
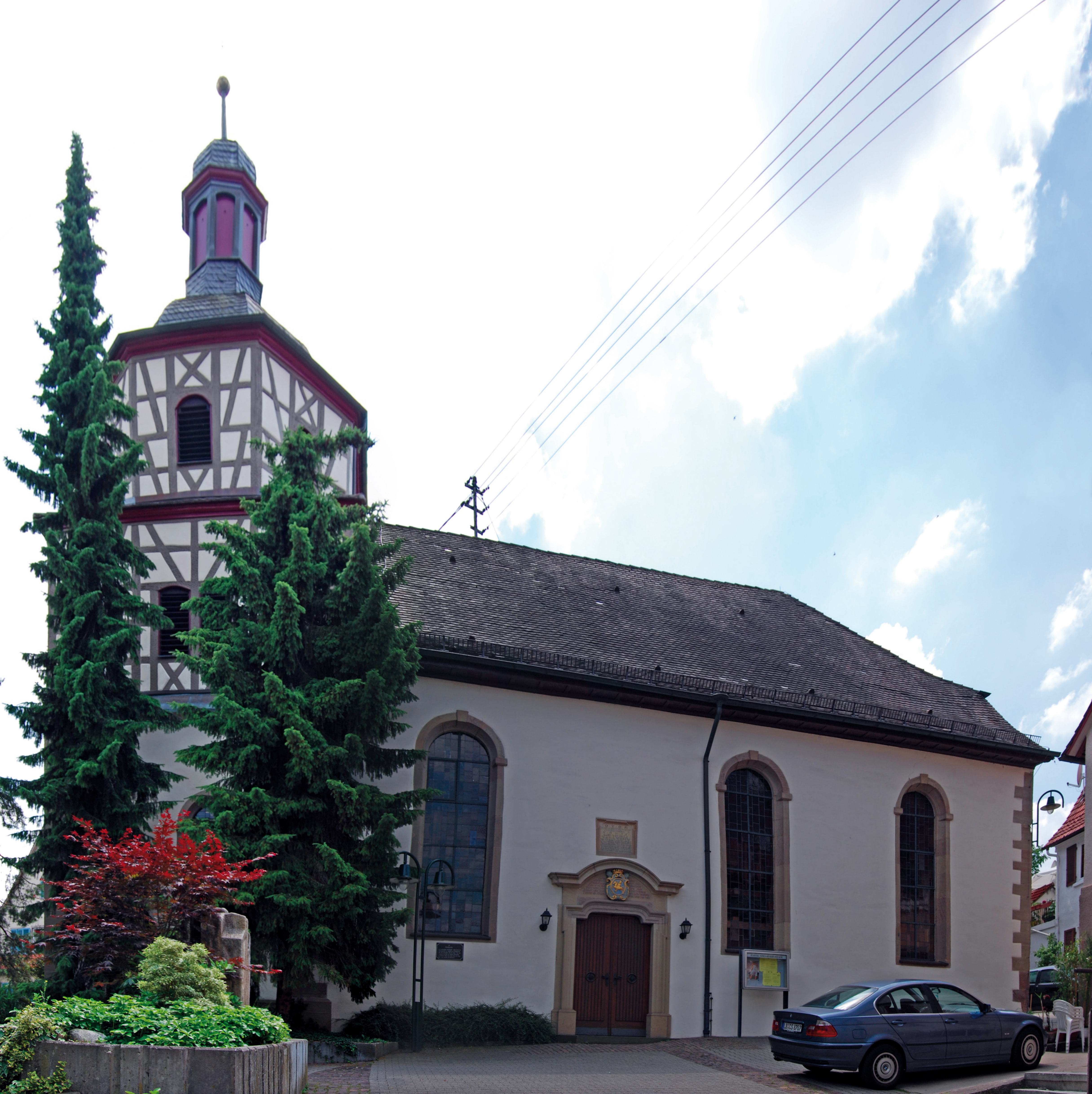
村の教会
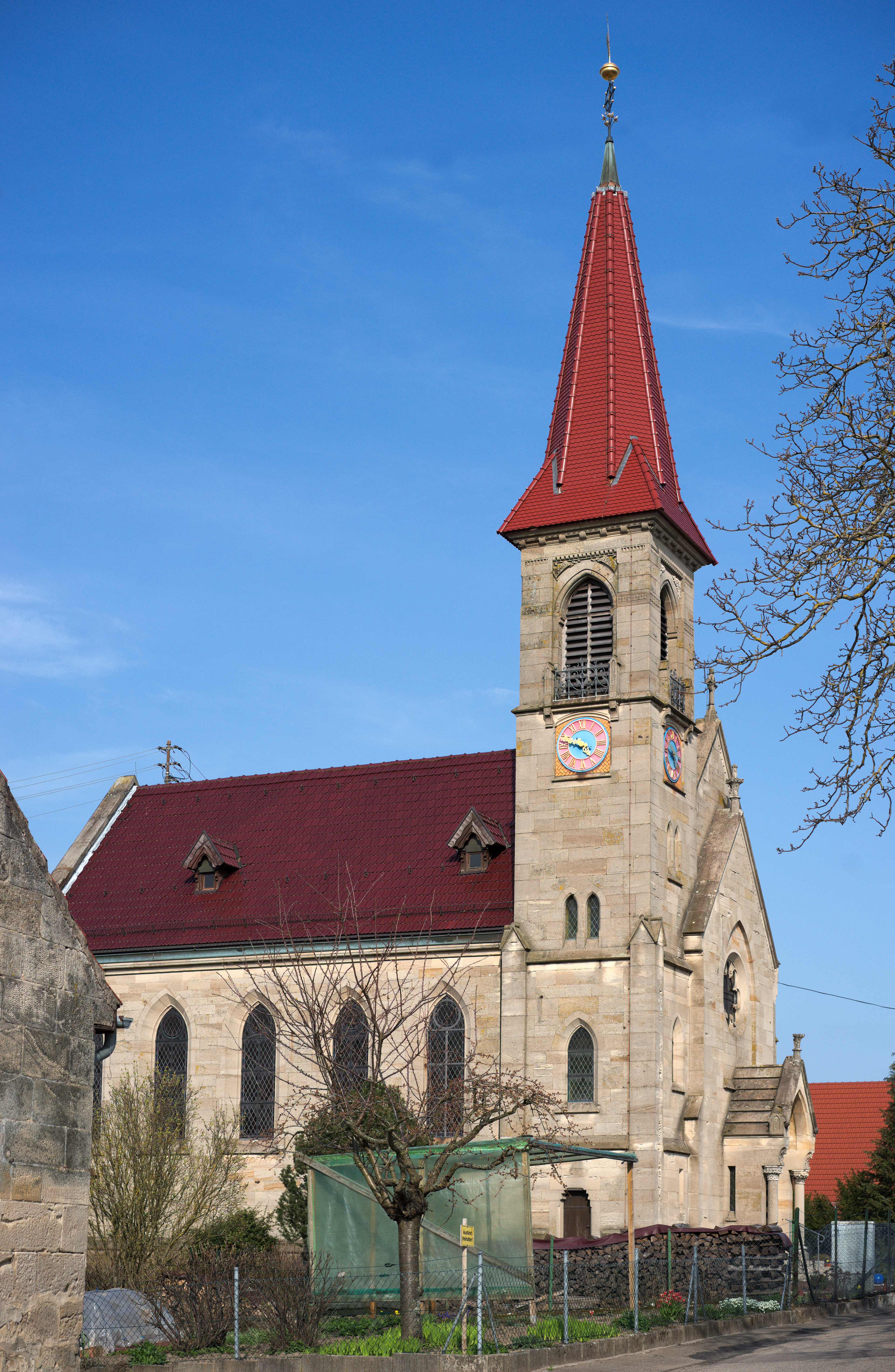
プレーフォルストの福音主義教会

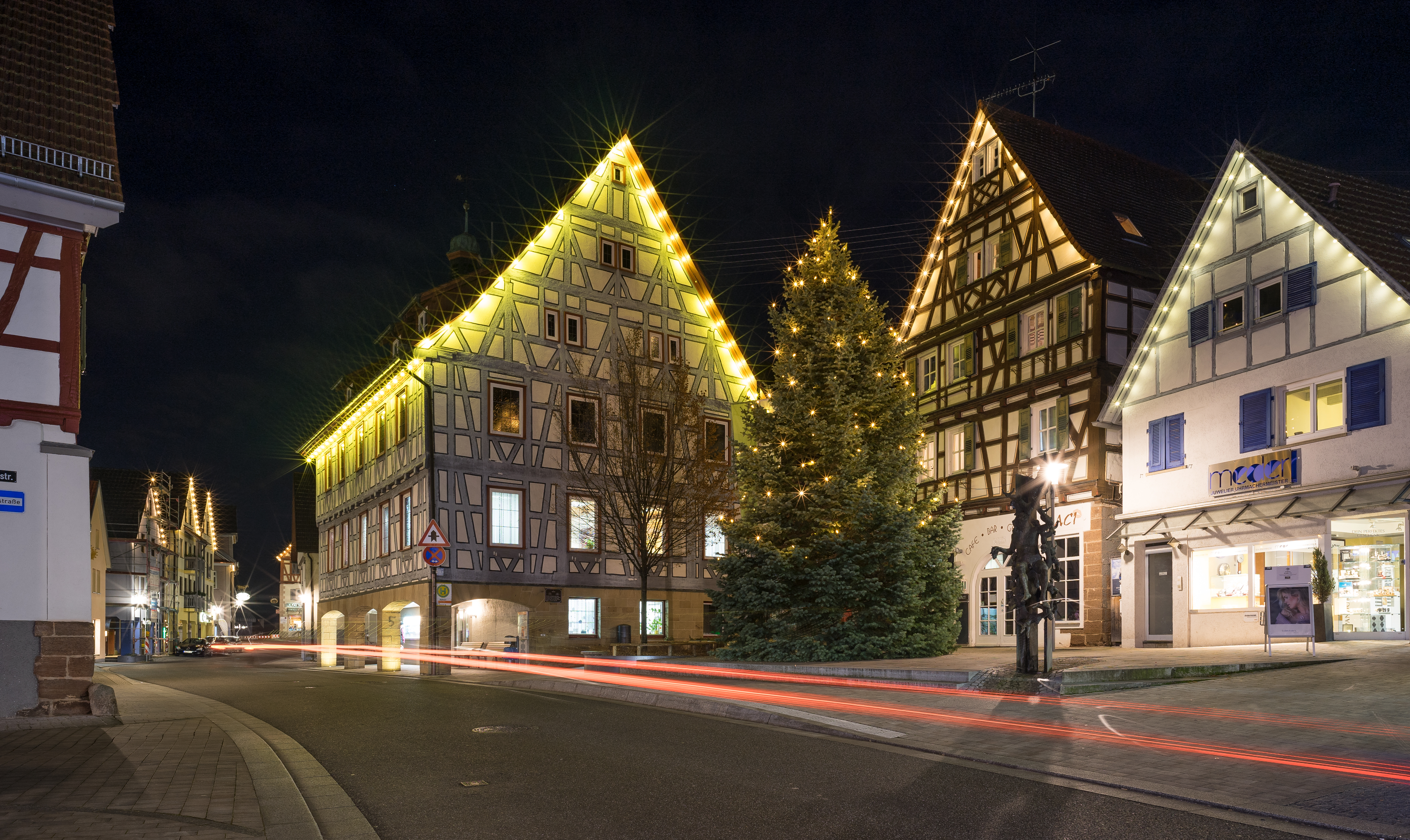
グロースボットヴァール通り、町役場周辺の町並み

町の中心部には、一連の見事に修復されたバロック様式の木組み建築が遺されている。
- 町役場、1698年に初めは平屋建てで建設され、1840年に2階分が増築された。
- グロースボットヴァーラー通り14番地、町役場の向かいの角、マルクト広場に面している。1700年建造。
- パン工房、1702年に建設された旧「プフリュントハウス」。民主主義者ヨハネス・ネフレンの生家である。元は、教会女性会員の住居であった。
- ベルクガッセ2番地のワイン醸造業者の家、1737年建造。
- キューファーガッセ15番地の1726年に建設されたキューファーハウス（樽造りの家）

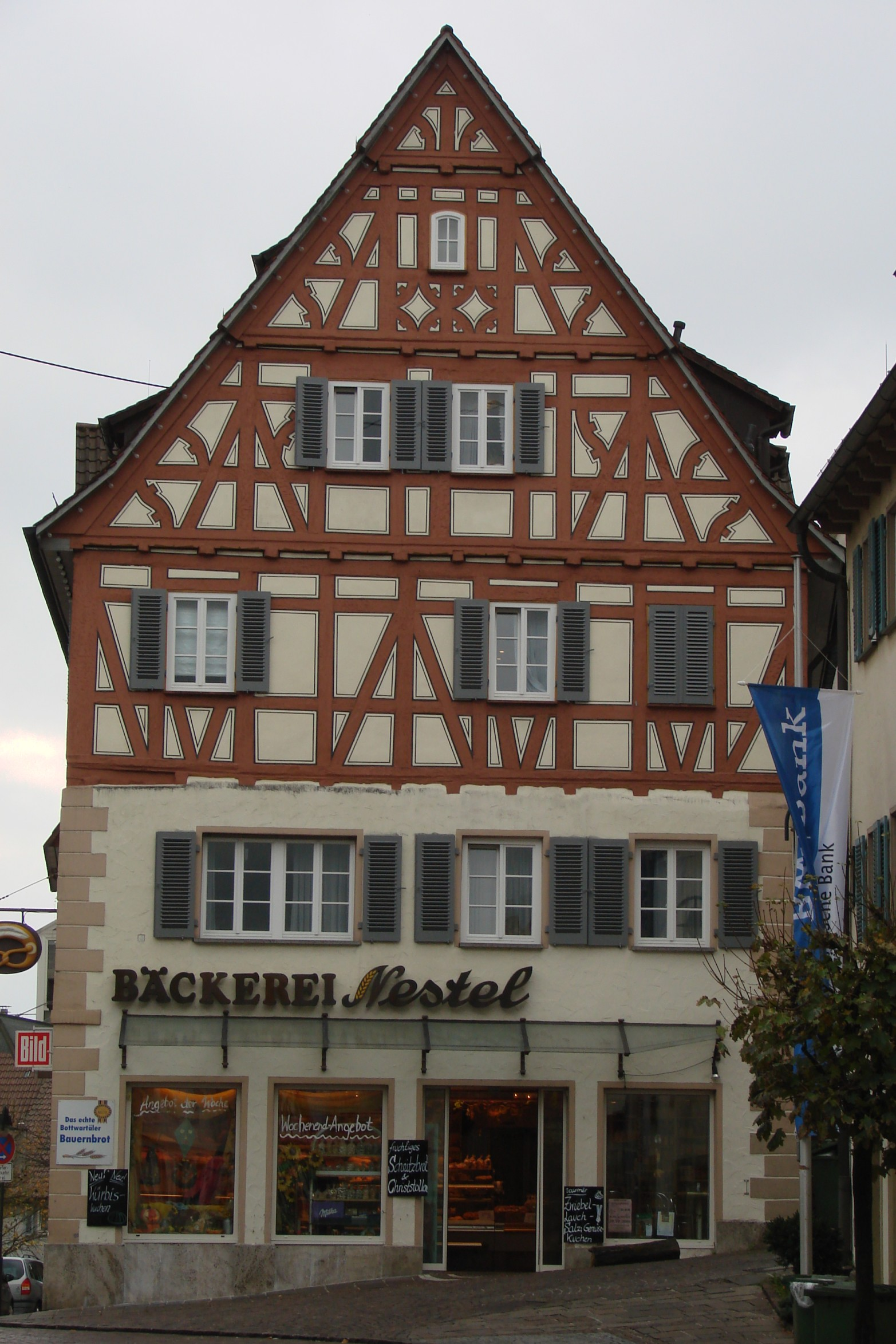
プフリュントハウス
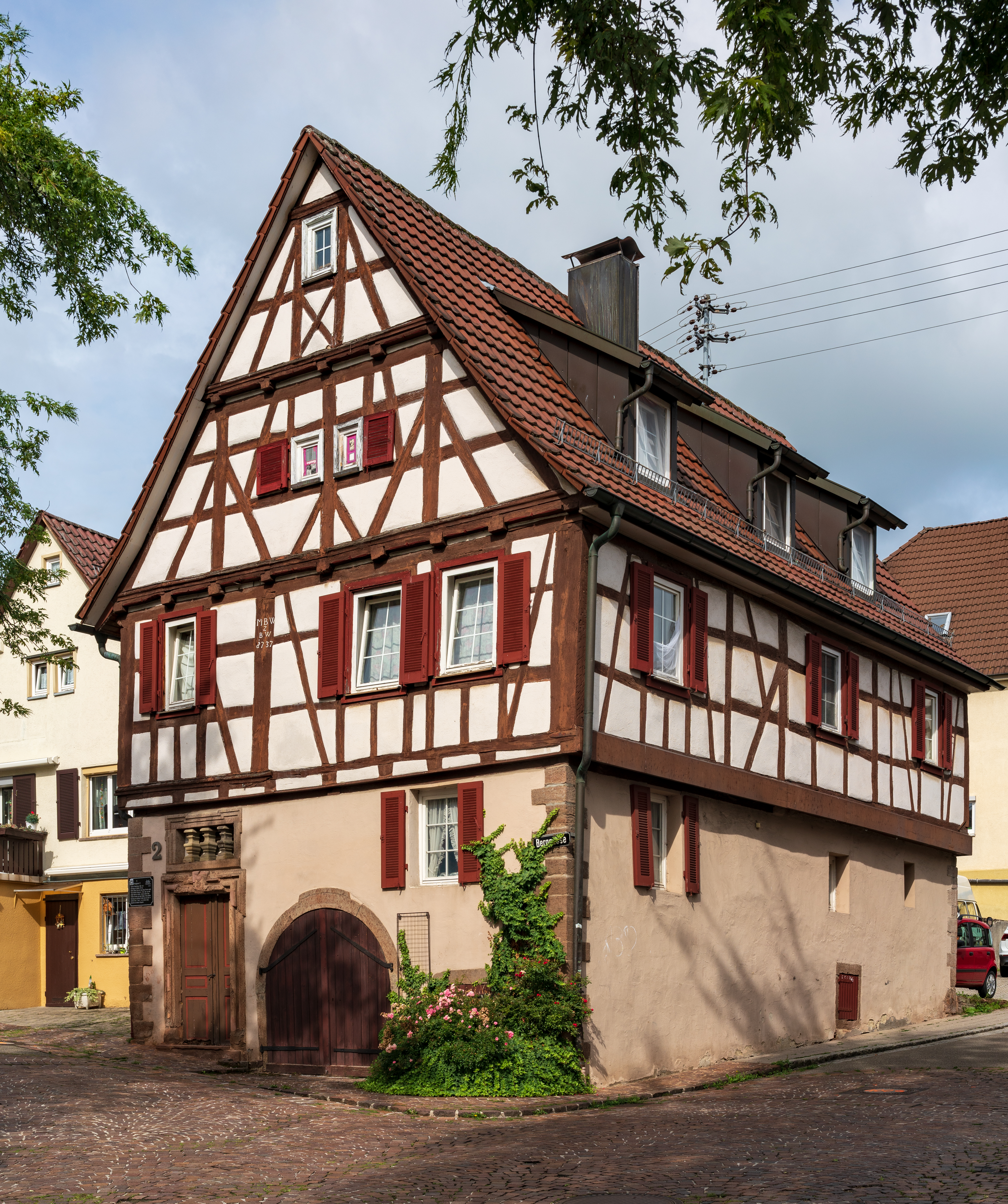
ベルクガッセ2番地のワイン醸造業者の家

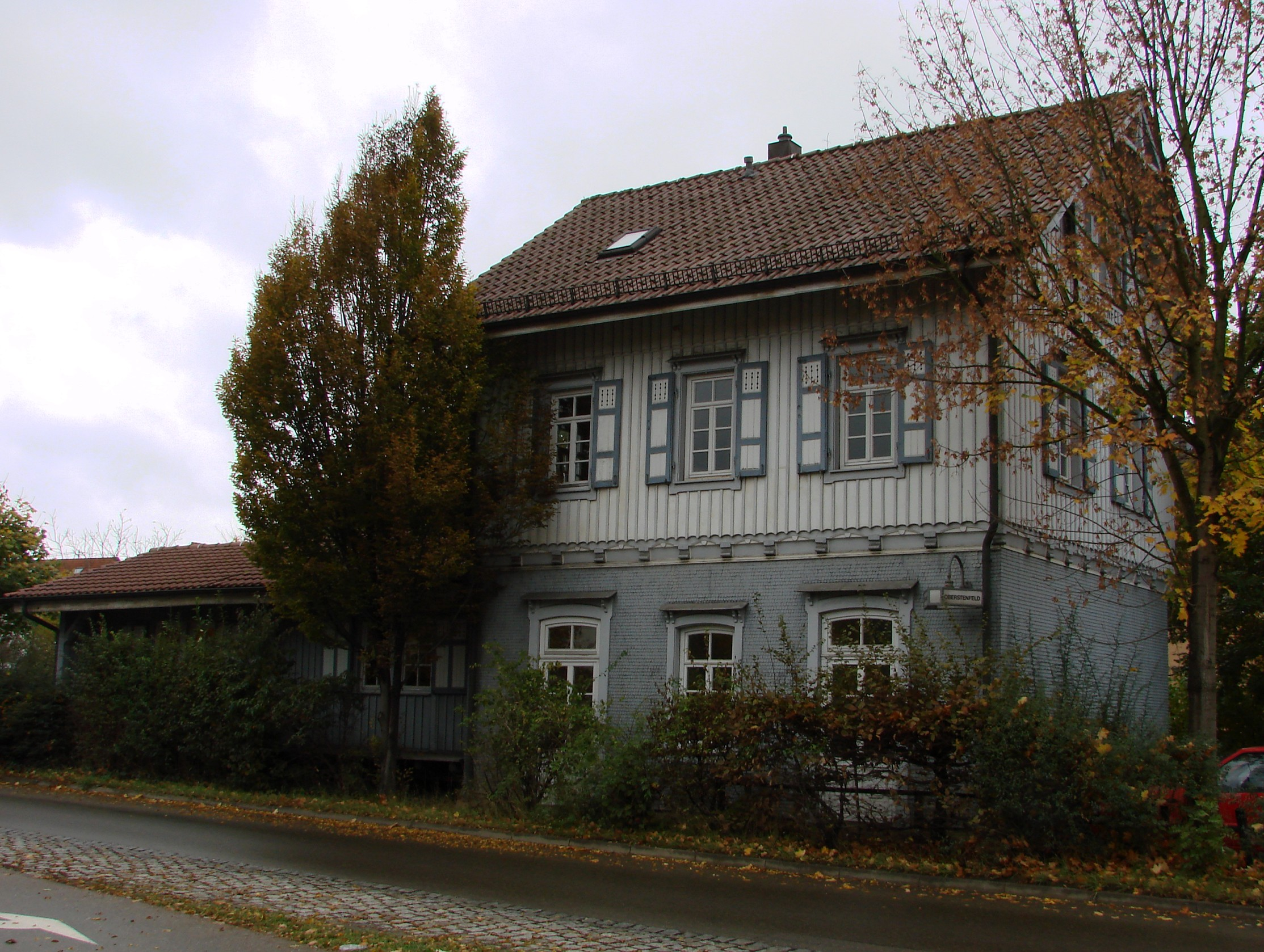
オーベルステンフェルトの旧駅舎

古い町の中心部から南に徒歩数分の場所にボットヴァールタール鉄道の旧駅舎がある。王立ヴュルテンベルク邦有鉄道は、タイプ IIa のこの駅舎を1893年に建設した。
第一次世界大戦の戦没者記念碑は、ニュルンベルクの彫刻家ヴィルヘルム・クラウスが制作したもので、1923年に完成した。

### スポーツ
- スポーツ・文化クラブ SKV オーベルステンフェルトは、ハンドボール、柔道、合気道、心臓病体操グループ、器械体操、脊柱体操、健康体操、バレーボール、バドミントンの部門がある。
- テニスクラブ・オーベルステンフェルトは、会員用に10面の屋外コートと3面の屋内コートを有している。
- DLRG オーベレス・ボットヴァールタールは、ミネラル屋外プール・オーベレス・ボットヴァールタールやバイルシュタイン屋内プールで水泳・水難救助泳法の教育を行っている。
- TSV グローナウは、ハンドボール、射撃、山岳スポーツ部門がある。
- FV オーベルステンフェルトは生粋のサッカークラブで、クライスリーガ A に参加している。

### 年中行事
SKV オーベルステンフェルトの聖霊降臨祭大会は、近隣および外国クラブのハンドボール選手が出場する。
毎年開催されるボットヴァールタール＝マラソンのコースは、オーベルステンフェルトを通る。2012年からハーフマラソンはグローナウをスタート地点としている。
オーベルステンフェルトのフレッケンフェストは毎年6月の最終週末に地元のクラブによって開催される。

### 映画
イアイン・ディルタイ監督の映画「Das Verlangen」の撮影が2001年秋にプレーフォルスト地区で行われた。

## 経済と社会資本
オーベルステンフェルトは、ヴュルテンベルク・ワイン生産地区のヴュルテンベルク・ウンターラント地区グロースラーゲ・ヴンネンシュタインに属すワイン生産地である。グローナウ地区には、財務サービスコンツェルン「ヴュステンロート＆ヴュルテンベルギシェ」の W&W セミナーセンターやカンファレンスセンターがある。

### 交通
近くを通るアウトバーン A81号線シュトゥットガルト - ヴュルツブルクがあらゆる方面への自動車交通に大きな利点となっている。オーベルステンフェルトは、シュトゥットガルト交通連盟 (VVS) の地域内にあり、マールバッハ・アム・ネッカーへのバスによる公共交通の便が良い。マールバッハでシュトゥットガルトSバーンに接続することができる。
1894年から1968年までオーベルステンフェルトは、マールバッハ・アム・ネッカーからハイルブロン南に至る狭軌鉄道ボットヴァールタール鉄道で鉄道網に接続していた。線路が撤去された後、その軌道跡は、アルプ＝ネッカー自転車道の一部として利用されている。

### 地元企業
オーベルステンフェルトには、いくつかの中規模企業と、ヴェザリッツやヘルビガーといった大企業がある。2010年から医療器具製造業者ノヴァルング GmbH がオーベルステンフェルトで製造を行っている。ルートヴィヒスブルク郡立貯蓄銀行は、マールバッハ支店に属すオーベルンフェルト営業所を有している。

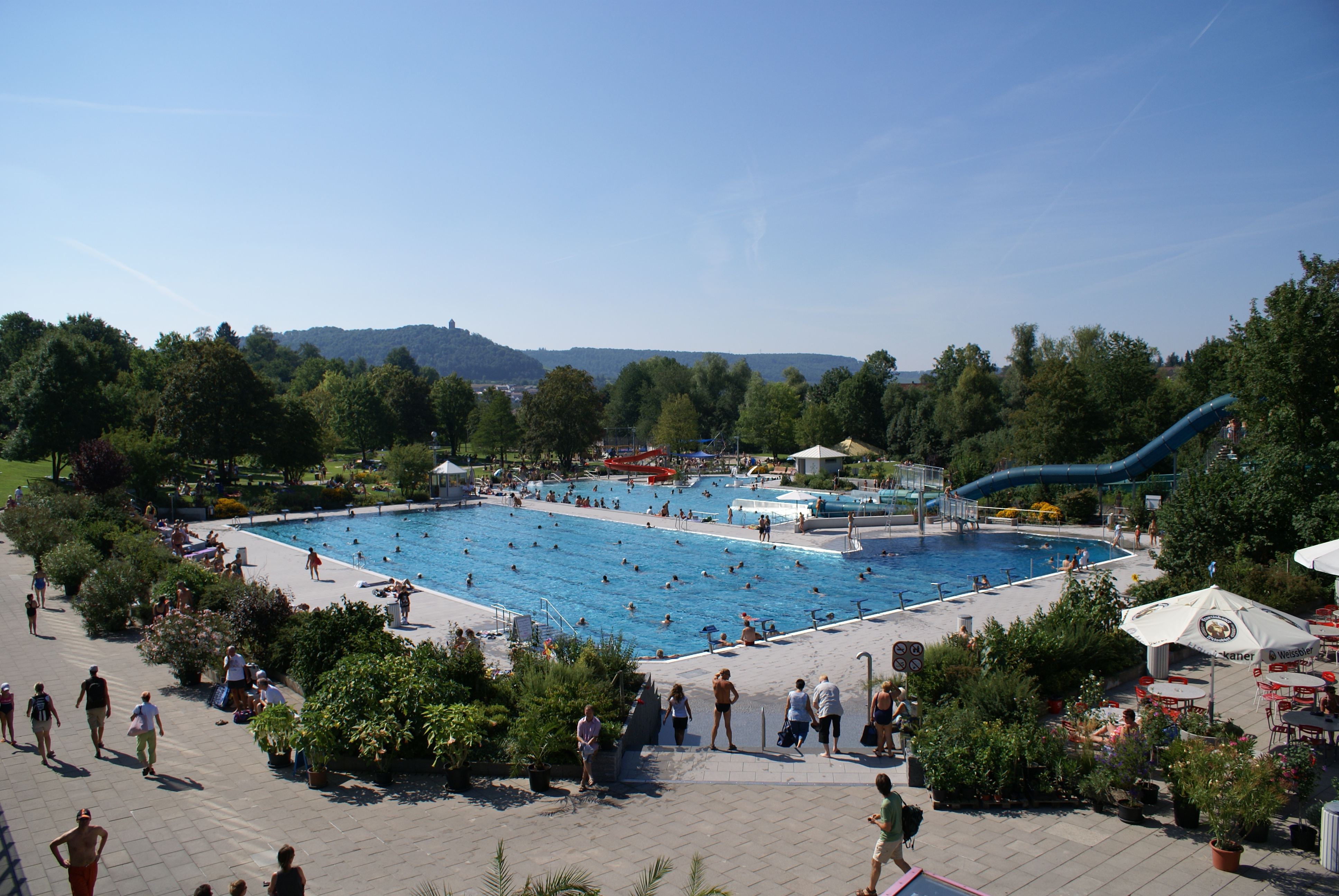
ミネラル屋外プール・オーベレス・ボットヴァールタール

### 公共施設
郡立クレーブラット養護施設の老人・養護ホームがある。
ミネラル屋外プール・オーベレス・ボットヴァールタールは、近隣のバイルシュタインと共同で運営されており、5月初めから9月半ばまで営業している。ここには1000台分以上の駐車場がある。

### 教育
オーベルステンフェルトのリヒテンベルクシューレは、ヴェルクレアルシューレ課程を有する基礎課程・本課程学校である。幼稚園は6園ある。

### ライフライン
町内の電力網や天然ガス網は、Süwag Energie AG の子会社である Syna GmbH が運営している。
上水道は、オーベルステンフェルトの西部はランデスヴァッサーフェアゾルグングにより他所からの水が、東部は地元の水と他所の水との混合水が供給されている。グローナウとプレーフォルストは地元の水が供給されている。
塵芥処理は、ルートヴィヒスブルク郡の 100 % 子会社であるルートヴィヒスブルク郡塵芥処理会社 (AVL) が担っている。AVL は、ルートヴィヒスブルク郡の委託により、廃棄物の削減、回収、廃棄業務を行っている。

## 人物

### 出身者
- ヨナタン・フリードリヒ・バーンマイアー（1774年 - 1841年）福音主義神学者、賛美歌の作詞者

## 関連図書
- Ulrich Hartmann, ed (1994). Der Kreis Ludwigsburg (2publisher=Konrad Theiss Verlag ed.). Stuttgart
- Oberstenfeld – Gronau – Prevorst in Geschichte und Geschichten. Horb am Neckar: Geiger. (1989)
- Oberstenfeld – Gronau – Prevorst in Geschichte und Geschichten. Band 2. Horb am Neckar: Geiger. (1993). ISBN 978-3-89264-882-6
- Oberstenfeld – Gronau – Prevorst in Geschichte und Geschichten. Band 3. Horb am Neckar: Geiger. (1998). ISBN 978-3-89570-441-3

これらの文献は、翻訳元であるドイツ語版の参考文献として挙げられていたものであり、日本語版作成に際し直接参照してはおりません。

## 訳注
1. ↑  ドイツ語: Unechte Teilortswahl。バーデン＝ヴュルテンベルク州の市町村レベルの選挙で採用されている特殊な選挙方法。候補者は地区別の選挙人名簿に登録されるが、地区を超えて全住民が投票できる。